# Вулиця Новаківського (Львів)
Вулиця Новаківського — невелика вулиця у Галицькому районі міста Львова, неподалік від історичного центру. Сполучає вулиці Листопадового чину та Івана Вакарчука.

## Назва
- 1901 — листопад 1941 роки — Земялковського, на честь Флоріяна Земялковського, австрійського державного діяча польського походження, президента Львова у 1871—1873 роках.
- листопад 1941 — липень 1944 років — на часі німецької окупації Львова — Танненштрассе.
- липень 1944 років — жовтень 1945 роки — Земялковського, повернена передвоєнна назва.
- жовтень — грудень 1945 року — Пестеля, на честь російського революціонера-декабриста Павла Пестеля.
- грудень 1945 — 1946 років — Земялковського, повернена передвоєнна назва.
- від 1946 року — сучасна назва, вулиця Новаківського, на честь українського живописця Олекси Новаківського[8].

## Забудова
В забудові вулиці Новаківського переважають історизм та сецесія. Більшість будинків є пам'ятками архітектури місцевого значення.
№ 2 — триповерховий будинок, житлова частина колишньої заміської вілли художника Яна Стики при вул. Листопадового Чину, 11, що має окремий вхід з вул. Новаківського. Будівля оздоблена майоліковим панно на фасаді та кахлями, виготовленими на фабриці Івана Левинського.
№ 6 — у цьому будинку міститься перший в Україні ігровий хостел «MindGame».
№ 8/10 — чотириповерхові житлові будинки, споруджені у 1912—1914 роках за проєктом архітектора Івана Баґенського архітектурним бюро Войцеха Дембінського у стилі неокласицизму. Одне з приміщень будинку № 8 нині займає медичний центр «Біокурс». Будинки внесені до Реєстру пам'яток архітектури місцевого значення під охоронним № 204-м.
№ 12/14 — житлові будинки споруджені у 1910-х роках на замовлення власника цієї ділянки (парцелі) Діонізія Поглодовського за проєктом Маврикія Зильберштайна. Одне з приміщень першого поверху будинку № 12 нині займає центр подології та нігтьової естетики Олени Бочкарьової. В будинку № 14 за Польщі працювала приватна адвокатська контора Франкеля Герца. Будинки внесені до Реєстру пам'яток архітектури місцевого значення під охоронним № 205-м.